# Геогліф

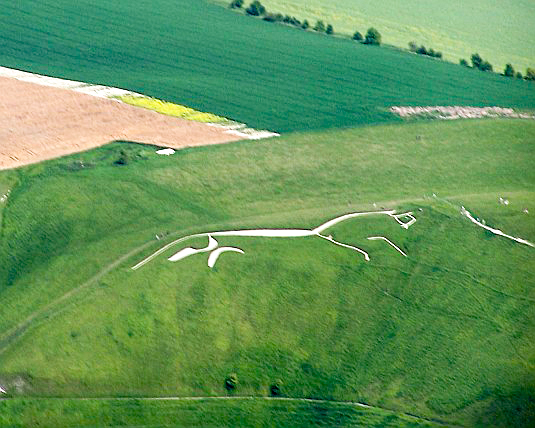
Доісторичний Уффінгтонський білий кінь — найзнаменитіший геогліф Європи.

Геогліф — нанесений на землю геометричний або фігурний візерунок, як правило, довжиною понад 4 метри. Багато геогліфів настільки великі, що їх можна розглянути тільки з повітря. Існує кілька способів створення геогліфів — шляхом зняття верхнього шару ґрунту по периметру візерунка або, навпаки, насипання щебеню там, де повинна пройти лінія візерунка; написи з дерев по лінії візерунку.
До використання геогліфів в художніх цілях вдаються і скульптори наших днів.

## Поширення
Найвідоміші геогліфи — малюнки Наски — розташовані в Південній Америці. Найближчим їх аналогом, на видаленні близько 30 км від Наска, є маловідоме плато Пальпа, а також «Гігант з пустелі Атакама». Ще менш відомі, хоча досить схожі нечисленні геогліфи поблизу міста Блайт в Каліфорнії.
Крім згаданих, великі малюнки на землі знайдені в США (штат Огайо), в Англії, на плато Устюрт в Казахстані, на Уралі, на Алтаї, в Африці (південніше оз. Вікторія і в Ефіопії).
Люди використовували мобільний додаток Strava, для створення Strava-мистецьких об'єктів, віртуальних геогліфів.

## Відомі геогліфи

### Давні
- Уффінгтонський білий кінь — Англія
- Велетень з Серн-Еббас — Англія
- Гігант з пустелі Атакама — Чилі

### Сучасні
- Остринський тризуб — Україна
- Чоловік Маррі або Гігант Стюарта — Австралія, дата створення не відома, відкритий у 1998
- Портрет Чингісхану на гірськрму масиві Богдо — Монголія, 2009